# Chrysopa behni
Chrysopa behni is een insect uit de familie van de gaasvliegen (Chrysopidae), die tot de orde netvleugeligen (Neuroptera) behoort. 
Chrysopa behni is voor het eerst wetenschappelijk beschreven door Beuthin in 1875.